# 東京着物染色美術専門学校
東京染色美術専門学校（とうきょうせんしょくびじゅつせんもんがっこう）は、東京都の専修学校。東京都目黒区にキャンパスを持つ。

## 概要
着物染色を学校教育制度にした初めての学校。徹底した少人数制による本格的な着物染色教育を行っている。

## 設置学科
- 着物染色工芸科3年
- 着物染色工芸科4年

## 沿革
- 1968年（昭和43年） - 東京着物染色学院を設立。
- 1969年（昭和44年） - 校舎完成。東京染色美術学院に改名。
- 1975年（昭和50年） - 中目黒に移転。
- 1979年（昭和54年） - 校舎完成（現校舎）。
- 1980年（昭和55年） - 専修学校認可。専門学校東京染色美術学院となる。
- 1998年（平成10年） - 東京染色美術専門学校に改名。
- 2010年（平成22年） - 東京着物染色美術専門学校に改名。

## 交通アクセス
東急東横線・東京メトロ日比谷線中目黒駅より、徒歩3分。